# Vera Ralston
Ne pas confondre avec l'actrice américaine Vera Miles (née en 1929), dont le nom de naissance est Vera Ralston.

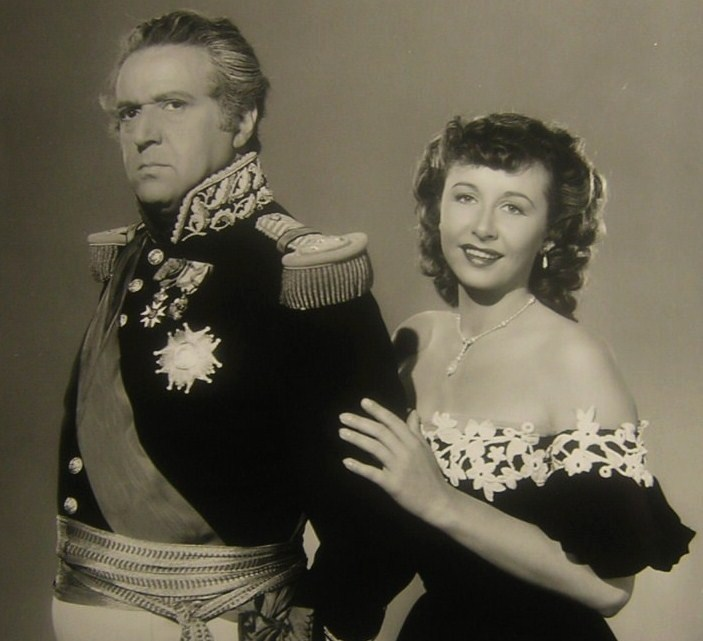
Avec Hugo Haas, dans Le Bagarreur du Kentucky (1949, photo promotionnelle)

Vera Ralston (née Vera Hruba Ralston) est une actrice d'origine tchèque (naturalisée américaine), de son vrai nom Věra Helena Hrubá, née le 12 juillet 1919 à Prague (Tchéquie, alors Tchécoslovaquie), morte le 9 février 2003 à Santa Barbara (Californie).

## Biographie
Dans un premier temps patineuse artistique, Věra Hrubá représente notamment son pays natal aux Jeux olympiques d'hiver de 1936 à Garmisch-Partenkirchen, en épreuve individuelle. Vers la fin des années 1930, elle participe également à des revues sur glace, entre autres en tournée aux États-Unis, pays où elle émigre en 1939, fuyant le nazisme.
Repérée par Herbert J. Yates (1880-1966), patron de Republic Pictures, elle apparaît comme patineuse dans deux films musicaux sortis en 1941 et 1942 et se retrouve sous contrat en 1943 au sein de cette compagnie. Sous le pseudonyme de Vera Hruba Ralston (simplifié plus tard en Vera Ralston), elle obtient ensuite le premier rôle féminin dans La Femme et le Monstre et Tempête sur Lisbonne, sortis en 1944, tous deux réalisés par George Sherman, avec Richard Arlen et Erich von Stroheim.
Naturalisée américaine en 1946 et devenue la compagne (puis l'épouse en 1952) d'Herbert J. Yates, elle contribue en tout à vingt-six films américains (tous produits par Republic Pictures). Parmi eux figurent onze westerns, dont deux aux côtés de John Wayne et de son compatriote Hugo Haas, La Femme du pionnier (1945) de Joseph Kane — qui réalise treize de ses films — et Le Bagarreur du Kentucky (1949) de George Waggner. Par exception, elle participe aussi à un film tchèque sorti en 1947.
En 1958 (année où sortent les deux derniers films de l'actrice), Herbert J. Yates se retire de Republic Pictures, suivi par sa femme (veuve à la mort du magnat, avant un remariage) qui abandonne ainsi définitivement l'écran.
Une étoile est dédiée à Vera Ralston sur le Walk of Fame d'Hollywood Boulevard, pour sa contribution au cinéma.

## Filmographie complète
(films américains, sauf mention contraire)
- 1941 : Ice-Capades de Joseph Santley
- 1942 : Ice-Capades Revue (en) de Bernard Vorhaus
- 1944 : La Femme et le Monstre (The Lady and the Monster) de George Sherman
- 1944 : Tempête sur Lisbonne (Storm Over Lisbon) de George Sherman
- 1944 : Symphonie d'hiver (Lake Placid Serenade) de Steve Sekely
- 1945 : La Femme du pionnier (Dakota) de Joseph Kane
- 1946 : Meurtre au music-hall (Murder in the Music Hall) de John English
- 1946 : Plainsman and the Lady de Joseph Kane
- 1947 : Týden v tichém dome de Jiří Krejčík (film tchèque)
- 1947 : L'Homme que j'ai choisi (The Flame) de John H. Auer
- 1947 : Wyoming de Joseph Kane
- 1948 : La Naufragée (I, Jane Doe) de John H. Auer
- 1948 : Tam-tam sur l'Amazone (Angel on the Amazon) de John H. Auer
- 1949 : Le Bagarreur du Kentucky (The Fighting Kentuckian) de George Waggner
- 1950 : Cœurs enflammés (Surrender) d'Allan Dwan
- 1951 : La Belle du Montana (Belle Le Grand) d'Allan Dwan
- 1951 : Tonnerre sur le Pacifique (The Wild Blue Yonker) d'Allan Dwan
- 1952 : Au royaume des crapules (Hoodlum Empire) de Joseph Kane
- 1953 : Cargo de femmes (A Perilous Journey) de R. G. Springsteen
- 1953 : Toutes voiles sur Java (Fair Wind to Java) de Joseph Kane
- 1954 : La Grande Caravane (Jubilee Trail) de Joseph Kane
- 1955 : La Loi du plus fort (Timberjack) de Joseph Kane
- 1956 : Accused of Murder (en) de Joseph Kane
- 1957 : La Forêt meurtrière (Spoilers of the Forrest) de Joseph Kane
- 1957 : Les Renégats d'Indian Gap (Gunfire at Indian Gap) de Joseph Kane
- 1958 : The Notorious Mr. Monks de Joseph Kane
- 1958 : The Man who died Twice de Joseph Kane